# مانسوة غلازيوفية
مانسوة غلازيوفية (الاسم العلمي:Mansoa glaziovii) هي نوع من النباتات تتبع جنس المانسوة من الفصيلة البنيونية.